# Leo Schrade
Leo Schrade (Allenstein, 13 décembre 1903 – Spéracèdes, 21 septembre 1964), est un musicologue américain, allemand de naissance.

## Biographie
Leo Schrade naît à Allenstein, province de Prusse-Orientale. Dès 1923, il étudie la musicologie dans plusieurs universités — l'Université de Heidelberg (1923–1927), l'Université de Munich et l'Université de Leipzig — et prend également des cours au Conservatoire de Mannheim et sur l'histoire de l’art, la philosophie, l'histoire de la littérature, l'histoire et l'économie. Parmi ses professeurs, figurent notamment Hermann Halbig (Heidelberg), Adolf Sandberger (Munich) et Albert Kroyer (Leipzig). Il passe son doctorat à l'Université de Leipzig, en 1927, puis enseigne la musicologie, d'abord à l'Université de Königsberg (1928–1932), puis en tant que conférencier en histoire de la musique médiévale à l'Université de Bonn (1932–1937),. 
Les centres d'intérêt de Leo Schrade se situent principalement dans le champ de la musique ancienne : sa thèse porte sur les débuts de la musique d'orgue (Die ältesten Denkmäler der Orgelmusik als Beitrag zu einer Geschichte der Toccata). Il achève son habilitation à diriger des recherches en 1929, à Königsberg, avec un travail sur la notation de la musique instrumentale ancienne.
Leo Schrade émigre aux États-Unis en 1937. En 1938, il est nommé professeur assistant à l'Université de Yale, puis professeur agrégé (1943), et enfin professeur de l'histoire de la musique dès 1948. Parallèlement, à partir de 1939, il travaille également en tant que directeur des études supérieures en musique (1939–1958). En 1958, il succède à Jacques Handschin en tant que professeur et directeur de l'institut de musicologie à l'Université de Bâle. Leo Schrade occupe ces fonctions jusqu'à sa mort en 1964 ; il est mort à Spéracèdes en France.
L'édition critique de Leo Schrade des œuvres de Guillaume de Machaut, Francesco Landini, et d'autres compositeurs de musique médiévale  (dans la série Musique Polyphonique du XIVe siècle, volumes 1 à 3, 1956 et vol. 4, 1958) est toujours de la plus haute importance pour les interprètes de la musique ancienne. Il est en outre, bien connu aujourd'hui pour son approche universaliste de l'histoire de la musique : il a travaillé non seulement sur des sujets spécialisés tels que la musique médiévale, mais aussi sur des œuvres de Beethoven, Bach, Mozart et de nombreux autres compositeurs. Sa grande étude sur les débuts de l'opéra et du compositeur Claudio Monteverdi : Monteverdi, creator of modern music (1950, traduction française 1981), est encore controversée parmi les musicologues, mais reste une œuvre majeure dans l'évolution de la critique des attitudes envers la musique de Monteverdi.
Schrade fonde et édite une série d'éditions critiques : Yale University Collegium Musicum (1947–1958), qui comprend notamment les premières publications du manuscrit pour luth Wickhambrook, des œuvres d'Alessandro Scarlatti et Michael Haydn, ainsi que des publications de la collection Yale Studies in the History of Music ; il travaille également en tant que coéditeur de plusieurs revues, tels le Journal of Renaissance and Baroque Music (1946–1947) et les Annales musicologiques (1953–1964).

## Œuvre

### Écrits
- Die ältesten Denkmäler der Orgelmusik als Beitrag zu einer Geschichte der Toccata [« Les plus anciens monuments de la musique d'orgue, en tant que contribution à l'histoire de la Toccata »] (thèse, Université de Leipzig, 1927 ; éd. Münster, 1928)
- Die handschriftliche Überlieferung der ältesten Instrumentalmusik [« La tradition manuscrite de la musique instrumentale la plus ancienne »] (thèse d'habilitation, Université de Königsberg, 1929)
- Beethoven in France: the Growth of an Idea (New Haven, 1942)
- Bach: the Conflict between the Sacred and the Secular (Journal of the History of Ideas, vii (1946), p.151–194. Tiré à part, New York, 1954)
- Monteverdi, Creator of Modern Music (New York, 1950)
- Renaissance: the Historical Conception of an Epoch (IMSCR V: Utrecht 1952, p.19–32)
- Political Compositions in French Music of the 12th and 13th Centuries (AnnM, i (1953), p.9–63. Réédition dans De scientia musicae studia atque orationes, éd. E. Lichtenhahn (Berne, 1967), p.152–211)
- La représentation d'Edipo tiranno au Teatro Olimpico (Vicence 1585) (Paris, 1960)
- Tragedy in the Art of Music (Cambridge, 1964)

### Éditions
- Luys Milan: Libro de musica de vihuela de mano intitulado El maestro. Publikationen älterer Musik, ii (Leipzig, 1927)
- Polyphonic Music of the Fourteenth Century, 24 volumes, édition des quatre premiers (1956 et 1958)
  - Vol. 1 : The Roman de Fauvel; The Works of Philippe de Vitry; French Cycles of the ordinarium missae
  - Vols. 2 et 3 : Guillaume de Machaut: Works
  - Vol. 4 : Francesco Landini: Works